# Роджер и я
«Роджер и я» (англ. Roger & Me) — документальный фильм Майкла Мура, вышедший на экраны в 1989 году.
В 2013 году фильм был выбран Библиотекой Конгресса для сохранения в Национальном реестре фильмов США как «культурно, исторически или эстетически значимый».

## Сюжет
Темой своей первой документальной ленты «Роджер и я» (1989) Майкл Мур делает социальную катастрофу, произошедшую в его родном городе Флинт (Мичиган) после того, как руководство корпорации General Motors приняло решение закрыть все свои предприятия, расположенные здесь. Весь фильм Мур преследует главу корпорации Роджера Смита, пытаясь поведать ему о том, к каким последствиям для жителей Флинта обернулось это решение. Своим оружием Мур избирает сатиру. Для достижения комического эффекта он использует оригинальный монтаж, ставший фирменным стилем режиссёра, — документальная хроника перемежается фрагментами телерекламы и отрывками из второсортных фильмов. Результатом выхода ленты «Роджер и я» на экраны становятся серьёзные перестановки в пресс-службе General Motors, а существенные кассовые сборы картины заставляют обратить внимание не только на Мура, но и на само явление документального кино, которое, как оказалось, способно приносить неплохие деньги.

## В ролях
- Майкл Мур — играет самого себя
- Джеймс Бланшар — играет самого себя
- Джеймс Бонд — играет самого себя
- Пэт Бун — играет самого себя
- Ронда Бриттон — играет саму себя
- Анита Брайант — играет саму себя
- Карен Эджли — играет саму себя
- Боб Юбанкс[англ.]  — играет самого себя
- Бен Хампер[англ.] — играет самого себя
- Дайнона Джексон — играет саму себя
- Тимоти Джексон — играет самого себя
- Том Кэй — играет самого себя
- Тед Коппел — играет самого себя (хроника)
- Корри Леннокс — студентка
- Брайан Макдональд — рассказчик на видео
- Кэй Лэни Рэй Рафко — играет саму себя (мисс Америка)
- Дэн Ратер — играет самого себя (хроника)
- Джанет Раух — играет саму себя
- Рональд Рейган — играет самого себя (хроника)
- Фред Росс — играет самого себя
- Барбара Шредер — играет саму себя (репортёр)
- Роберт Шуллер[англ.]  — телепроповедник, играет самого себя (хроника)
- Джордж Селлз — играет самого себя
- Роджер Б. Смит — играет самого себя
- Гай Уильямс — Зорро (хроника)
- Стив Уилсон — играет самого себя
- Сью Зеленко — играет саму себя
- Ричард Эрл Соудон — сварщик, в титрах не указан

## Награды
- 1989 — премия Национального совета кинокритиков США за лучший документальный фильм[5].
- 1989 — приз «Выбор народа» на кинофестивале в Торонто[6].
- 1989 — приз за самый популярный фильм на кинофестивале в Ванкувере[7] .
- 1990 — почётное упоминание Peace Film Award на Берлинском кинофестивале.
- 1990 — премия Международной ассоциации документальных фильмов (International Documentary Association).
- 1990 — премия Национального общества кинокритиков США за лучший документальный фильм.